# Nataša Novotná
Nataša Novotná (* 29. října 1977 Opava) je česká tanečnice, choreografka, lektorka, spoluzakladatelka souboru 420PEOPLE a zakladatelka Kyliánova nadačního fondu v Praze.

## Studium
Dětství prožila ve Slezsku v obci Dobroslavice. Absolvovala Janáčkovu konzervatoř v Ostravě. 

## Profesní působení

### Zahraniční angažmá
V roce 1997 byla angažována v nizozemském souboru Nederlands Dans Teater 2 (NDT2) vedeném Jiřím Kyliánem. V letech 2000–2002 tančila ve švédském Göteborgs Operan Ballet a od roku 2002 byla členkou hlavního souboru Nederlands Dans Teater (NDT1). 
Spolupracovala s předními světovými choreografy, např. J. Kyliánem, O. Naharinem, W. Forsythem, M. Ekem, Crystal Pite, Meryl Tancard a dalšími.
Od roku 2007 pracuje nezávisle, věnuje se současnému tanci, spolupracovala jako tanečnice s předními světovými scénami a choreografy, např. Tero Saarinen Company ve Finsku, Copenhagen International Ballet, Korzo Theater, Station Zuid a C-scope v Nizozemsku, dále např. se sólistou italské La Scaly Robertem Bollem nebo s londýnským Sadler's Wells v představení se Sylvie Guillem. 

### 420PEOPLE

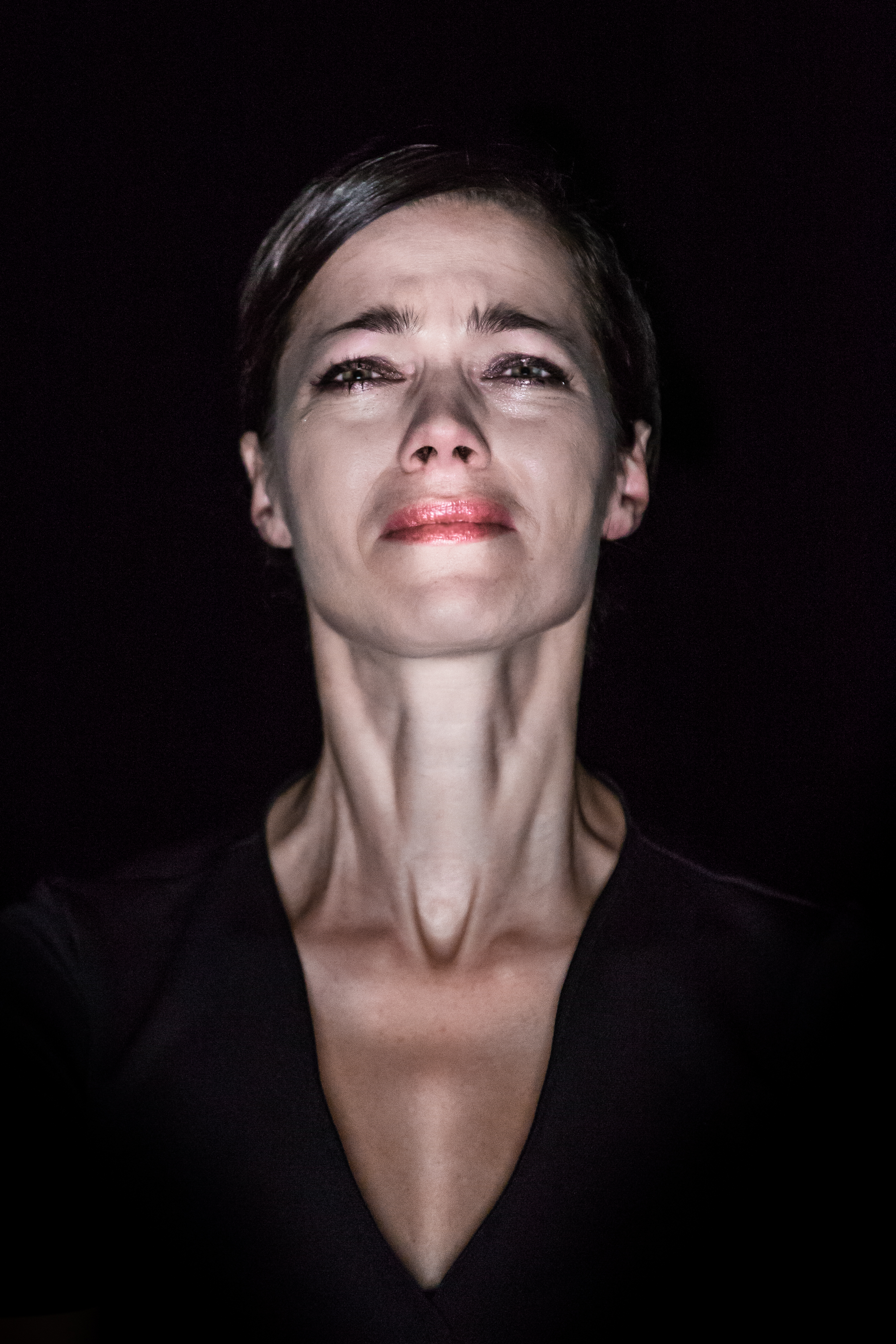
Phrasing the Pain (Nataša Novotná, 2014), choreografie: Ann van der Broek, foto Pavel Hejný

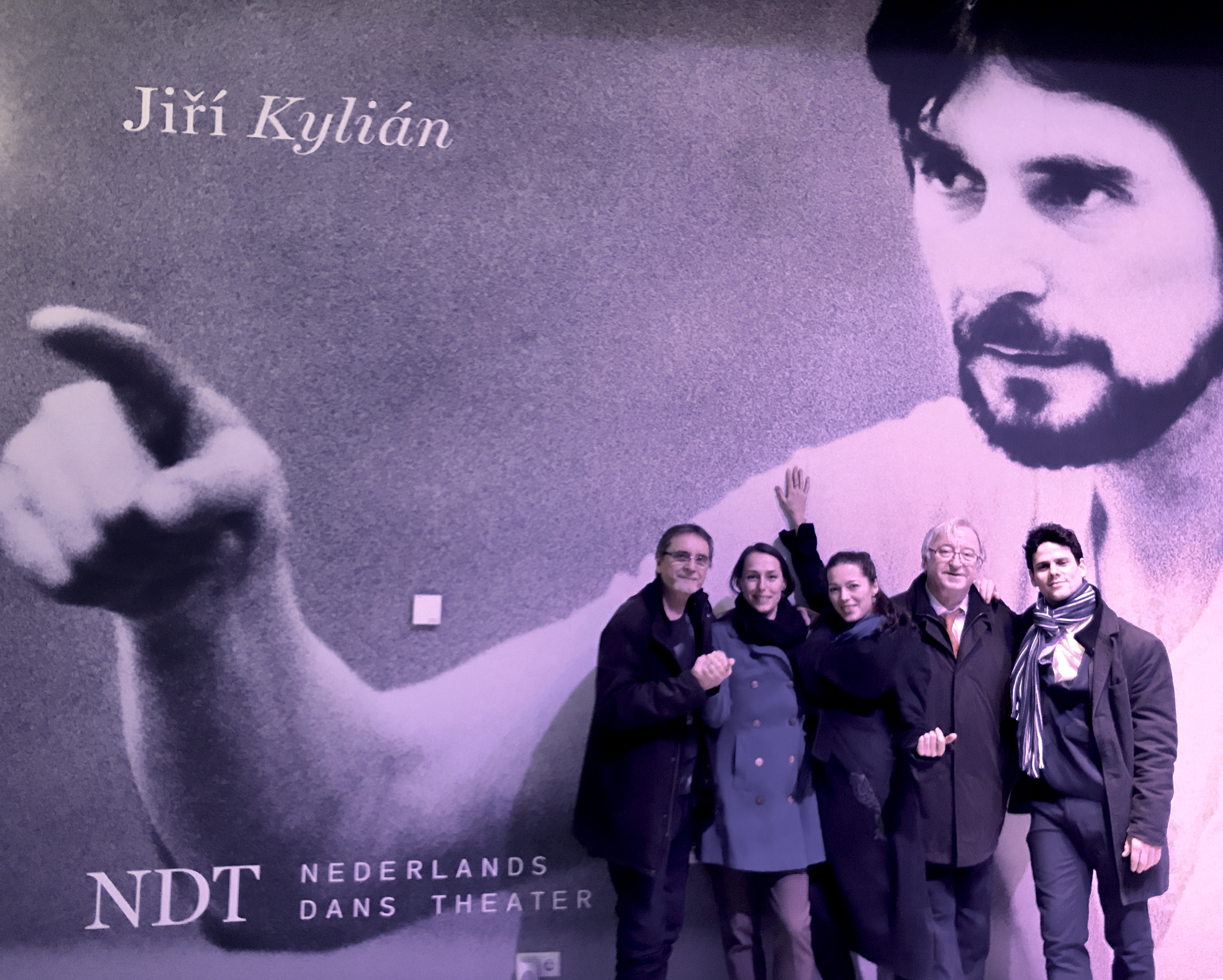
Celebrating Kylian, Den Haag 2017 (zleva: Jiří Kylián, Markéta Perroud, Nataša Novotná, Jiří Lábus, Ondřej Vinklát)

Spolu s bývalým kolegou z NDT Václavem Kunešem a manažerem Ondřejem Kotrčem založila v roce 2007 soubor současného tance 420PEOPLE, jehož byla do roku 2016 výkonnou ředitelkou. Název souboru evokuje český původ – 420 je telefonní předčíslí pro Českou republiku.  
Soubor vystupuje pravidelně i v zahraničí (např. Francie, Španělsko, Německo, Mexiko, Holandsko, Finsko, Norsko, Japonsko, Velká Británie, aj.) a také na českých scénách (mj. Národní divadlo, Národní divadlo moravskoslezské).
Soubor organizuje účast významných zahraničních umělců na akcích v České republice – zúčastnili se např. Ohad Naharin, Abou Lagraa, Jo Stromgren, Ann Van den Broek, Sidi Larbi Cherkaoui a další.

### Kyliánův nadační fond v Praze
Po dekádě působení za soubor 420PEOPLE, založila v roce 2017 Kyliánův nadační fond v Praze. 

## Další činnost
Angažuje se v iniciativách na podporu českého současného tance  a je členkou správní rady profesní organizace Vize tance.
Jako pedagožka vyučuje na tanečních konzervatořích, AMU v Praze a v souborech v České republice a v zahraničí. Je lektorkou tanečního Studia Nové scény, které nabízí lekce současného i klasického tance, od roku 2017 vyučuje pohybový jazyk Gaga, vyvinutý světoznámým choreografem Ohadem Naharinem.   

## Ocenění, výběr
- 2003 nominace nizozemských kritiků na titul Best Dancer za interpretaci choreografie Pneuma od J. Ingera (Dance Europe)
- 2004 nominace nizozemských kritiků na titul Best Dancer za interpretaci choreografie Duo od W. Forsytha (Dance Europe)
- 2008 Cena Thálie (za taneční výkon v choreografii Small Hour)
- 2009 titul Tanečník roku (na FESTIVALU TANEC PRAHA) [11]

## Tvorba – choreografie, výběr
- 2007 Znaky o Znacích (vytvořeno pro Janáčkovu konzervatoř v Ostravě)
- 2010 Sacrebleu (vytvořeno pro 420PEOPLE)
- 2012 Pták Ohnivák (vytvořeno pro balet ND Brno)
- 2012 Rezonance na pěší vzdálenost (projekt s Orchestr Berg)
- 2013 Škrtič (vytvořeno pro NDM v Ostravě)
- 2017 Portrait Parlé
- 2017 Daniel Špinar, 420PEOPLE: Křehkosti, tvé jméno je žena, režie Daniel Špinar, Nová scéna (Nataša Novotná je autorkou choreografie a tančí) [12]
- 2018 Dream on (vytvořeno pro Janáčkovu konzervatoř v Ostravě)

## Filmografie
- 2013 Hamletophelia (dance fashion film), režie Jakub Jahn
- 2016 Personal Shopper (drama), role: Ghost, režie Olivier Assayas [13]
- 2017 Closed (taneční film), režie Stein-Roger Bull, Jo Strǿmgren

## Galerie

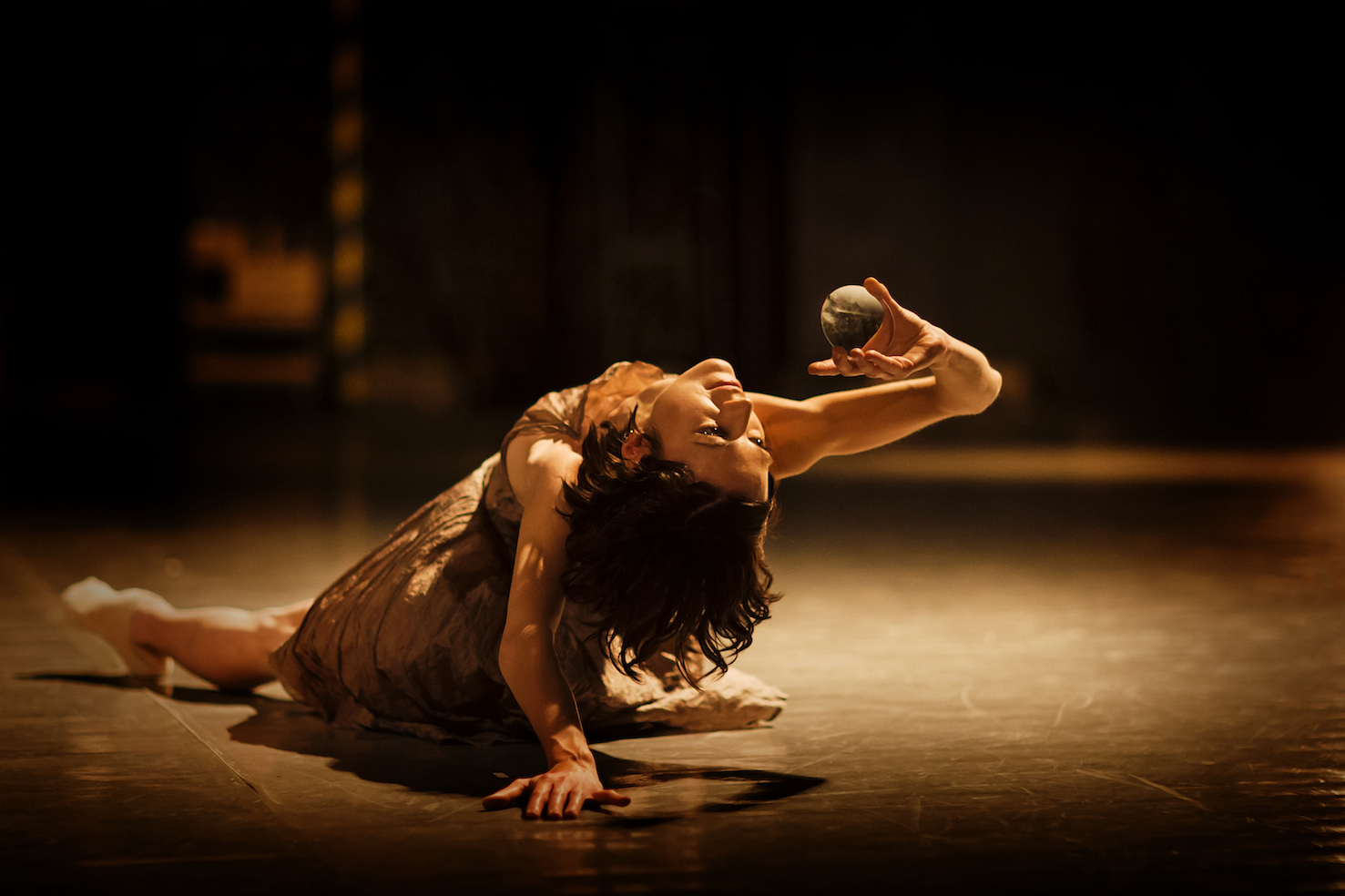
Sacrebleu (Nataša Novotná, 2012), foto Tamara Černá SofiG
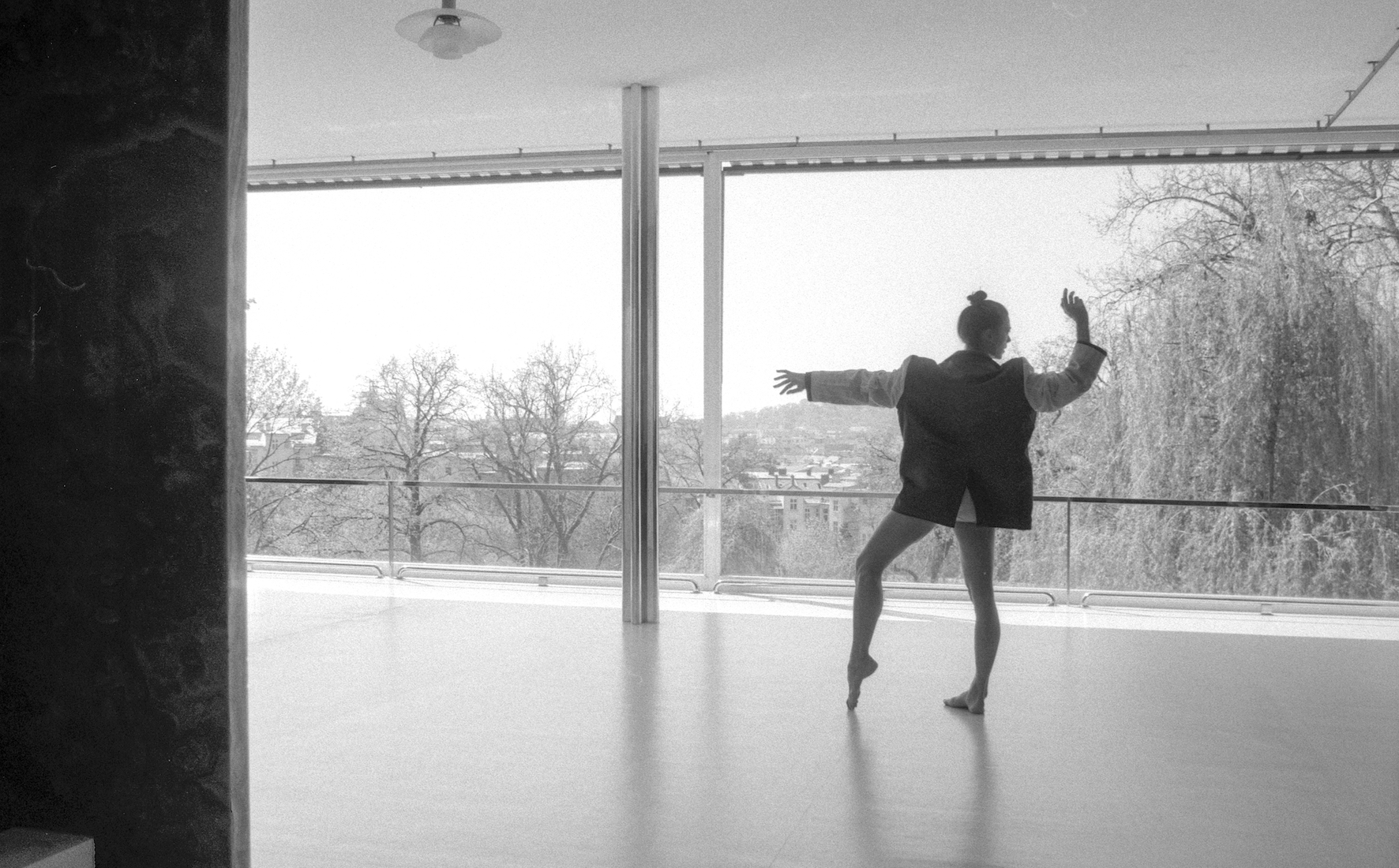
Nataša Novotná (Vila Tugendhat, 2017)